# Clytellus mononychus
Clytellus mononychus es una especie de escarabajo longicornio del género Clytellus, tribu Clytellini, orden Coleoptera. Fue descrita científicamente por Holzschuh en 2003.

## Descripción
Mide 3,3-5,1 milímetros de longitud.

## Distribución
Se distribuye por Malasia.